# Setaria humbertiana
Setaria humbertiana är en gräsart som beskrevs av Aimée Antoinette Camus. Setaria humbertiana ingår i släktet kolvhirser, och familjen gräs. Inga underarter finns listade i Catalogue of Life.